# Stylianos Mavromichalis

Büste von Stylianos Mavromichalis vor dem Rathaus in Gythio

Stylianos Mavromichalis (griechisch Στυλιανός Μαυρομιχάλης, * 1899 in Areopoli; † 30. Oktober 1981) war ein griechischer Richter, Politiker und Ministerpräsident einer Übergangsregierung.

## Leben
Er entstammte der bekannten Familie Mavromichalis, die bereits in der Revolution von 1821 bis 1829 gekämpft hatte.
Mavromichalis absolvierte ein Studium der Rechtswissenschaften und war von 1963 bis 1968 Präsident des Obersten Gerichtshofs. Für die Zeit vom 28. September bis zum 8. November 1963 war er Ministerpräsident einer Übergangsregierung zur Vorbereitung der Parlamentswahl 1963.